# Federația Internațională a Asociațiilor Producătorilor de Film
| Sigle de o literă                       |                               |
| Sigle de două litere                    |                               |
| Sigle de trei litere                    |                               |
| AAA → DZZ EAA → HZZ IAA → LZZ MAA → PZZ | QAA → TZZ UAA → XZZ YAA → ZZZ |
| Sigle de patru litere                   |                               |
| Sigle de cinci litere                   |                               |
| Sigle de șase litere                    |                               |

 FIAPF  este un acronim pentru Federația Internațională a Asociațiilor Producătorilor de Film, (franceză Fédération Internationale des Associations de Producteurs de Films; engleză International Federation of Film Producers Associations), o organizație profesională a celor ce realizează filme. Sediul FIAPF este în Paris.
Creată în 1933, FIAPF este o organizație compusă din 36 de asociații membre din 30 de țări, care au o puternică prezență în realizarea de filme. O altă funcție a FIAPF este de a coordona festivalurile de film, incluzând pe cele mai importante.

## Funcții
FIAPF ajută la formularea unor proceduri și a unor acțiuni legale în domeniile:
- Copyright-ului și al proprietății intelectuale,
- Aplicarea legislației proprietății intelectuale și a celei anti-piraterie,
- Studierea tehnologiilor digitale și ale impactului acestora asupra „lanțului audio-vizual”,
- Tehnologia standardizării proceselor digitale,
- Mecanisme regulatorii în mass media,
- Mecanisme financiare de finanțare în sectoarele public și privat,
- Probleme legate de comerțul în industria filmului.